# Пырков, Юрий Иванович

Памятник на могиле Пыркова

Юрий Иванович Пырков (1923—1972) — участник Великой Отечественной войны, командир звена 134-го гвардейского бомбардировочного авиационного Таганрогского Краснознамённого ордена Александра Невского полка 6-й гвардейской бомбардировочной авиационной дивизии 1-й воздушной армии 3-го Белорусского фронта, гвардии старший лейтенант. Герой Советского Союза.

## Биография
Родился 5 октября 1923 года в городе Балаково ныне Саратовской области в семье рабочего. Русский.
Окончил в 1940 году 9 классов средней школы и аэроклуб.
В Красной Армии с 1941 года. Осенью 1942 года окончил Энгельсскую военную авиационную школу пилотов. Во время Великой Отечественной войны — с марта 1943 года до 24 апреля 1945 года — сражался в составе 1-й воздушной армии на Южном, 4-м Украинском и 3-м Белорусском фронтах. Принимал участие в освобождении Донбасса, Крыма, Белоруссии, Литвы, в разгроме восточно-прусской группировки противника.  24 апреля 1945 года был тяжело ранен и контужен, но посадил самолёт, после чего врачи ампутировали ему раненую ногу.
В 1946 году Ю. И. Пырков, после длительного лечения в госпитале — был уволен из Советской Армии в отставку. Будучи инвалидом второй группы, он окончил Саратовский авиационный техникум (ныне Саратовский колледж информационных технологий управления СГТУ имени Гагарина Ю. А.), а затем — институт механизации сельского хозяйства имени М. И. Калинина (ныне Саратовский государственный аграрный университет). Получил диплом инженера и посвятил себя преподавательской работе. Был членом КПСС с 1948 года.
Жил в городе Саратове. Умер 6 ноября 1972 года. Похоронен на Воскресенском кладбище Саратова (1й участок).

## Награды
- Звание Героя Советского Союза с вручением ордена Ленину и медали «Золотая Звезда» (№ 6356) гвардии старшему лейтенанту Пыркову Юрию Ивановичу присвоено указом Президиума Верховного Совета СССР от 29 июня 1945 года за 137 успешных боевых вылетов, нанесение большого урона противнику и проявленные при этом доблесть и мужество.
- Награждён орденами Красного Знамени (1944), Отечественной войны 1-й степени (1945) и Красной Звезды (1943), а также медалями, среди которых «За взятие Кёнигсберга».

## В воспоминаниях современников
24 апреля наши самолёты превратили Пиллау … в кромешный ад. Невзирая на плотный огонь зенитной артиллерии, авиаторы неуклонно вели свои самолёты к намеченным целям и не поворачивали назад, пока не сбрасывали на них свой разрушительный груз. Так поступил … 24 апреля лётчик Ю. И. Пырков. Подлетая к Пиллау, он был тяжело ранен осколком зенитного снаряда, но, превозмогая боль и истекая кровью, довёл свою машину до цели и повернул на обратный курс только после того, как бомбы точно накрыли её. К счастью у пилота хватило сил посадить свой самолёт на ближайший аэродром.

Юрий Иванович Пырков был удостоен звания Героя Советского Союза.
— Герой Советского Союза  Маршал Советского Союза  Баграмян И.Х.  Так  шли мы к победе. -  М: Воениздат, 1977.- С.585.